# Biografie Sławnych Ludzi

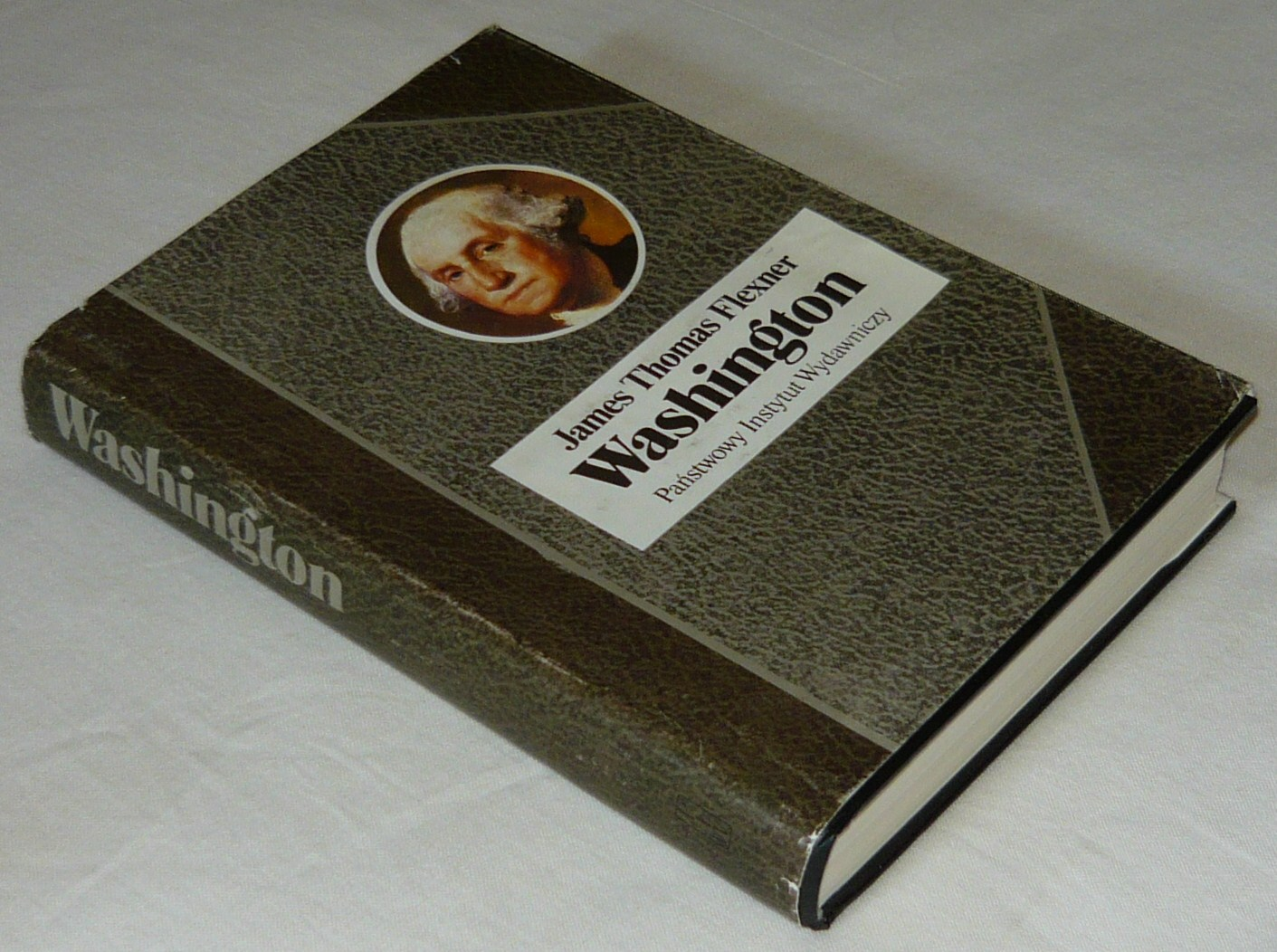
Książka z serii Biografie Sławnych Ludzi – biografia Jerzego Waszyngtona z 1990 (okładka z obwolutą)

Biografie Sławnych Ludzi (BSL) – polska seria wydawnicza Państwowego Instytutu Wydawniczego ukazująca się od lat 70. XX wieku, prezentująca biografie postaci historycznych, naukowców i artystów. Autorzy są w większości zagraniczni.
Książki są wydawane w oprawie twardej, początkowo z obwolutą, od książki Ostatni Stuartowie (1992) z oprawą lakierowaną, bez obwoluty.

## Wybrane pozycje z serii
- Ludwik XI – Paul Murray Kendall, 1976, 1996
- Beethoven – George R. Marek, 1976, 1997
- Justynian i Teodora – Robert Browning, 1977, 1996, 2021
- Królowie walca – Joseph Wechsberg, 1978, 1999
- Książę Józef Poniatowski – Szymon Askenazy, 1978
- Aleksander Wielki – Peter Green, 1978, 2002
- Danton – Jan Baszkiewicz, 1978, 1980, 1990
- Henryk VIII – A.F. Pollard, 1979, 1988
- Napoleon III – Alfred Liebfeld, 1979
- Iwan Groźny – Rusłan Skrynnikow, 1979
- Ernest Hemingway – Carlos Baker, 1979
- Ignacy Krasicki – Zbigniew Goliński, 1979
- Feliks Mendelssohn – Wilfried Blunt, 1979
- Kolumb – Jakow Swiet, 1979
- Ryszard III – Paul Murray Kendall, 1980, 1997
- Alienor z Akwitanii – Régine Pernoud, 1980, 1997
- Neron – Michael Grant, 1980
- Henryka Sienkiewicza żywot i sprawy – Julian Krzyżanowski, 1981
- Elżbieta I – J.E. Neale, 1981
- Karol X – José Cabanis, 1981
- Katarzyna Medycejska – Jean Héritier, 1981
- Heloiza i Abelard – Régine Pernoud, 1982, 1992
- Jens Munk – Thorkild Hansen, 1982
- Borys Godunow – Rusłan Skrynnikow, 1982
- Lew Tołstoj – Wiktor Szkłowski, 1982
- Napoleon – Andrzej Zahorski, 1982, 1985
- Bogusławski – Zbigniew Raszewski, 1982
- Cezar – Gérard Walter(inne języki), 1983, 2006
- Jan Sobieski – Zbigniew Wójcik, 1983, 1994, 2021
- Ludwik XIV – Pierre Gaxotte, 1984
- Richelieu – Jan Baszkiewicz, 1984, 1995
- Filip II – Geoffrey Parker, 1985, 2021 (wyd. II-gie zmienione: ISBN 978-83-8196-331-2[2])
- Okrutni Sforzowie – Antonio Perria, 1985
- Chopin – Adam Zamoyski, 1985, 1990, 2010
- Dobry król René – Jacques Levron, 1986
- Wolter – Jean Orieux, 1986
- Dymitr Doński – Jurij Łoszczyc, 1987
- Maria Skłodowska-Curie – Françoise Giroud, 1987
- Rousseau, Mirabeau, Robespierre – Albert Manfred, 1988
- Mikołaj I – W. Bruce Lincoln, 1988
- Królowa Krystyna – Sven Stolpe, 1988
- Wawrzyniec Wspaniały – Ivan Cloulas, 1988
- Oliver Cromwell – Christopher Hill, 1988
- Stanisław Żółkiewski – Jerzy Besala, 1988
- Colbert – Inès Murat(inne języki), 1988
- Lukrecja Borgia – Maria Bellonci, 1988
- Talleyrand – Jean Orieux, 1989
- Królowa Blanka – Régine Pernoud, 1989
- Bona Sforza – Maria Bogucka, 1989
- Casanova – Roberto Gervaso, 1990
- Generał Bem – Jadwiga Chudzikowska, 1990
- Paweł I – Natan Ejdelman, 1990
- Kaligula – Roland Auguet, 1990
- Washington – James Thomas Flexner, 1990
- Mozart – Annette Kolb, 1990
- Marcin Luter – Richard Friedenthal, 1991
- Lincoln – Stephen B. Oates, 1991
- Mahomet – Maxime Rodinson, 1991, 1994
- Toyotomi Hideyoshi – Achmed Iskenderow, 1991
- Joanna Szalona – Johan Brouwer, 1991
- Cagliostro – Roberto Gervaso, 1992
- Ostatni Stuartowie – Maria Niemojowska, 1992
- Stefan Batory – Jerzy Besala, 1992
- Paderewski – Adam Zamoyski, 1992, 2010
- Zygmunt Freud – Georg Markus, 1993
- Augustyn z Hippony – Peter Brown, 1993
- Karol I – Charles Carlton, 1993
- Eisenhower – Stephen E. Ambrose, 1993
- Józef II – Francois Fejto, 1993
- Seneka – Pierre Grimal, 1994
- Jan Zamoyski – Stanisław Grzybowski, 1994
- Zwingli – George R. Potter, 1994
- Wilhelm Zdobywca – Paul Zumthor, 1994
- Ryszard Lwie Serce – Régine Pernoud, 1994
- Henryk IV Wielki – Jan Baszkiewicz, 1995
- Karol Wielki – Ernst W. Wies, 1996, 2016
- George Sand – Joseph Barry, 1996
- Portret Rembrandta – Charles L.Mee Jr., 1996
- Karol IV – Ferdinand Seibt, 1996
- Fryderyk Barbarossa – Ernst W. Wies, 1996
- Metternich – Franz Herre, 1996, 2018
- Marek Aureliusz – Pierre Grimal, 1997, 2020
- Ludwik II Bawarski – Jean des Cars, 1997, 2018
- Cesarzowa Elżbieta – Brigitte Hamman, 1999, 2008, 2015
- Lukullus – Arthur Keaveney, 1998
- Marszałek Ney – Robert Bielecki, 1998, 2018
- Kazimierz Jagiellończyk – Maria Bogucka, 1998
- Siedzący Byk – Robert M. Utley, 1998
- Juliusz Verne – Herbert R. Lottman, 1999
- Cesarz Henryk IV – Ernst W. Wies, 2000
- Kalwin – Bernard Cottret, 2000
- Francis Drake – John Cummins, 2000
- Wellington – Christopher Hibbert(inne języki), 2001
- Nelson – Christopher Hibbert, 2001
- Nietzsche – R.J. Hollingdale, 2001
- Hannibal – Serge Lancel, 2001
- Hadrian – Anthony R. Birley, 2002
- Cesarz Fryderyk II – Ernst W. Wies, 2002
- Spinoza – Steven Nadler, 2002
- Michał Anioł – George Bull, 2002
- Hildegarda z Bingen – Sabina Flanagan, 2002
- Grzegorz Wielki – R.A. Markus, 2003
- Gandhi – Stanley Wolpert, 2003
- Hieronim – J.N.D. Kelly, 2003
- Nefertiti – Joyce Tyldesley, 2003
- Cesarz Karol V – Manuel Fernandez Alvarez, 2003
- Oktawian August – Pat Southern, 2003
- Pascal – Jacques Attali, 2004
- Święty Franciszek – Ivan Gobry, 2005
- Saladyn – Malcolm C. Lyons, David E.P. Jackson, 2006
- Izabela Katolicka – Manuel Fernandez Alvarez, 2007
- Kepler – Jerzy Kierul, 2007
- Drakula – Matei Cazacu, 2007, 2018 (w nowym wydaniu Dracula)
- Gustaw Waza – Lars Olof Larsson, 2009
- Cezar Borgia – Ivan Cloulas, 2009
- Juliusz Słowacki – Maria Dernałowicz, 2009
- Wyspiański – Marta Tomczyk-Maryon, 2009
- Newton – Jerzy Kierul, 2010
- Beethoven – Adam Czartkowski, 2010
- Luchino Visconti – Laurence Schifano, 2010
- Kuba Rozpruwacz – Paul Begg, 2010
- Maryna Mniszech – Wiaczesław Kozlakow, 2011
- Galileusz – Jerzy Kierul, 2012
- Mario Vargas Llosa – Urszula Ługowska, 2012
- Jan Luksemburski – Wojciech Iwańczak, 2012
- Roger II – Pierre Aubé, 2012
- Anna Austriacka – Wojciech St. Magdziarz, 2013
- Roman Maciejewski – Marek Sołtysik, 2013
- Wojciech Korfanty – Jan F. Lewandowski, 2013
- Hannah Arendt i Martin Heidegger – Antonia Grunenberg, 2013
- Émilie du Châtelet i Voltaire – Jerzy Kierul, 2014
- Darwin – Jerzy Kierul, 2015
- Capote – Gerald Clarke, 2016 (ISBN 978-83-64822-47-6)
- Einstein – Jerzy Kierul, 2016 (ISBN 978-83-64822-43-8)
- Franklin – Jerzy Kierul, 2018 (ISBN 978-83-06-03421-9)
- Maria Tudor  – Anna Whitelock, 2019
- Mobutu – Jean-Pierre Langellier, 2019 (ISBN 978-83-06-03574-2)
- Bernard z Clairvaux – Pierre Aubé, 2019
- Michael Collins – Tim Pat Coogan, 2020
- Ferdynand II – Robert Bireley, 2020
- Joseph Fouché – Jean Tulard, 2021
- Grzegorz VII – Giauco Maria Cantarella, 2021
- Ignacy Łukasiewicz – praca zbiorowa, 2022 (ISBN 978-83-8196-351-0)[3]
- Hajle Syllasje I – Asfa-Wossen Asserate, 2022 (ISBN 978-83-8196-340-4)[4]
- Sybilla Jerozolimska – Helen Nicholson, 2024 (ISBN 978-83-8196-663-4)[5]